# Mecano (album)
Mecano è il primo album in studio del gruppo musicale spagnolo Mecano, pubblicato nel 1982.

## Tracce
1. Hoy no me puedo levantar
2. No me enseñen la lección
3. Perdido en mi habitación
4. Cenando en París
5. Maquillaje
6. Boda en Londres
7. Me colé en una fiesta
8. Máquina de vapor
9. Me voy de casa
10. 254.13.26
11. El fin del mundo
12. Solo soy una persona

## Classifiche
| Paese  | Posizione massima |
| ------ | ----------------- |
| Spagna | 2                 |